# Kroatische Basketballnationalmannschaft der Damen
Die kroatische Basketballnationalmannschaft der Damen vertritt Kroatien im internationalen Basketball und wird vom kroatischen Basketballverband HKS (kroatisch Hrvatski košarkaški savez) organisiert.
Vor 1992 waren kroatische Spielerinnen Teil der jugoslawischen Basketballnationalmannschaft der Damen.
Die erste Teilnahme an einem großen internationalen Turnier war bei der Europameisterschaft 1995.

## Abschneiden bei internationalen Wettbewerben

### Olympische Spiele
| - 2012 – 10. Platz |

### Weltmeisterschaften
| - keine |

### Europameisterschaften
| - 1995 – 08. Platz - 1999 – 08. Platz - 2007 – 13. Platz - 2011 – 05. Platz | - 2013 – 11. Platz - 2015 – 12. Platz - 2021 – 11. Platz |

## Kader
Eine Übersicht des Kaders findet sich beispielsweise in der englischsprachigen Fassung dieses Artikels oder auf dem Internetportal eurobasket.com (s. Abschnitt Weblinks).